# كوريانا عزيز
كوريانا عزيز (10 أبريل 1952 - 8 مارس 2021) سياسي إندونيسي.

## السيرة الشخصية
ولد في تانجونج كيمالا باتوراجا، أوغان كومرينج أولو، جنوب سومطرة.
كان الوصي على أوغان كومرينغ أولو من عام 2015 حتى وفاته في 8 مارس 2021 بسبب مرض كوفيد 19 أثناء الجائحة في إندونيسيا.